# Pytilia phoenicoptera
L'astro aurora (Pytilia phoenicoptera Swainson, 1837) è un uccello passeriforme della famiglia degli Estrildidi.

## Descrizione

### Dimensioni
Misura circa 12–13 cm di lunghezza.

### Aspetto
Si tratta di uccelli dall'aspetto robusto e paffuto, muniti di corte ali arrotondate, coda corta e squadrata e becco conico e appuntito.

La livrea è prevalentemente di color grigio topo, più chiara (quasi biancastra) sulla gola: copritrici, remiganti, codione e coda sono di color rosso scarlatto, il sottocoda è bianco con zebrature nere e su ventre e fianchi sono presenti rade striatura biancastre. Il becco è nero, gli occhi sono bruno-rossicci, le zampe sono di color carnicino.

Nell'astro aurora il dimorfismo sessuale è meno accentuato rispetto alle altre specie congeneri: la femmina possiede infatti minore estensione del rosso sulle ali e striature ventrali più rade e sfumate, tuttavia si tratta di caratteri fortemente soggetti a variazioni individuali, sicché può essere difficile distinguere i sessi.

## Biologia
Si tratta di uccelli diurni, che vivono perlopiù in coppie o in piccoli gruppi, che passano la maggior parte della giornata fra i cespugli o l'erba alta, alla ricerca di cibo.

### Alimentazione
La dieta dell'astro aurora si compone perlopiù di piccoli semi di graminacee, e solo in misura minore di insetti di piccole dimensioni (principalmente formiche e termiti): questi uccelli si nutrono inoltre di bacche e frutta, oltre che di altri piccoli invertebrati.

### Riproduzione
La stagione riproduttiva cade generalmente durante la seconda metà della stagione delle piogge. Ambedue i partner collaborano alla costruzione del nido, che viene ubicato nel folto della vegetazione e consiste in una struttura globosa composta da fili d'erba e fibre vegetali intrecciate: al suo interno la femmina depone 4-5 uova, che provvede a covare alternandosi col maschio per circa due settimane. I pulli, ciechi ed implumi alla schiusa, vengono accuditi da entrambi i genitori, e sono pronti per l'involo attorno alle tre settimana dalla schiusa: tuttavia, essi tendono a rimanere nei pressi del nido per almeno altre 2-3 settimane, prima di allontanarsene definitivamente.

## Distribuzione e habitat
L'astro aurora è diffuso nella fascia di sahel che va dal Senegal al Camerun e ad est fino al Sudan meridionale e all'Uganda: esso viene avvistato, seppur raramente, anche in Congo settentrionale.
L'habitat di questa specie è rappresentato dalle aree di savana con presenza di macchie alberate e cespugliose: questi uccelli dimostrano inoltre di non temere eccessivamente l'uomo, spingendosi anche nei centri abitati e colonizzando aree coltivate, giardini e parchi urbani.

## Tassonomia
Se ne riconoscono due sottospecie:
- Pytilia phoenicoptera phoenicoptera, la sottospecie nominale, diffusa in Guinea dalla Senegambia alla Nigeria;
- Pytilia phoenicoptera emini Hartert, 1899, diffusa nella porzione orientale dell'areale occupato dalla specie, dal Camerun al Sudan;

In passato, anche l'astro becco rosso veniva classificato come sottospecie dell'astro aurora, col nome di Pytilia phoenicoptera lineata: tuttavia, attualmente si ritiene generalmente che le differenze morfologiche e comportamentali fra le due popolazioni siano sufficienti a giustificarne l'elevazione al rango di specie a sé stante.
Il nome scientifico di questa specie, phoenicoptera, deriva dall'unione delle parole greche φοῖνιξ (phoinix, "rosso porpora") e φοῖνιξ (pteron, "ala"), col significato di "dalle ali color porpora", in riferimento alla livrea di questi uccelli.